# C. R. Narayan Rao
C. R. Narayan Rao est un zoologiste indien, né le 15 août 1882 à Coimbatore et mort le 2 janvier 1960 à Bangalore.

## Biographie
Il commence ses études à Bellary avant de venir au Madras Christian College où il suit notamment les cours du professeur Henderson, directeur du département de zoologie. Après l'obtention de son diplôme, il enseigne à Coimbatore et à Ernakulam, avant de venir au College Central de Bangalore pour y organiser le département de zoologie et dont il assure la direction jusqu'à sa mort.
Son rôle dans l'organisation de la recherche scientifique de son pays est très important. Il contribue notamment à ce que la recherche scientifique soit intégrée à l'enseignement universitaire. Il participe, aux côtés de Sir Martin Onslow Forster (1872-1945) et d'autres scientifiques indiens, à la fondation, en juillet 1932, de Current Science, inspiré de la revue Nature. Narayan Rao en sera le premier rédacteur en chef. Dans l'un de ses premiers éditoriaux, il plaide pour une coordination des activités scientifiques dans le pays et appelle à la création d'une Académie des sciences.
Il se spécialise sur les grenouilles et, outre des travaux de taxinomie, il fait notablement progresser les connaissances sur leur anatomie.

## Liste partielle des publications
- (en) C. R. Narayan Rao, « Notes on some south Indian Batrachia », Records of the Indian Museum, 1915, vol. 12
- (en) C. R. Narayan Rao, « Notes on the tadpoles of Indian Engystomatidae », Records of the Indian Museum, 1918, vol. 15
- (en) C. R. Narayan Rao, « Some new species of cyprinoid fish from Mysore », Annals and Magazine of Natural History, 1920
- (en) C. R. Narayan Rao, « On the structure of the ovary and ovarian ovum of Loris lydekkerianus », Quarterly Journal of Microscopic Science, 1927, vol. 71
- (en) C. R. Narayan Rao et B. R. Seshachar, « Notes on the fresh water-fish of Mysore », Journal of Mysore University, 1927, vol. 1
- (en) C. R. Narayan Rao, « Observations on the habits of the slow loris, Loris lydekkerianus », Journal of Bombay Natural History Society, 1932, vol. 32
- (en) C. R. Narayan Rao, « Tadpoles of a genus not recorded from india », Current Science, 1937, vol. 6